# 寶寧
寶寧爵士，KCB，FRS，FRGS（1792年10月17日—1872年11月23日），又譯寶靈、包令，曾是英國的國會下議院議員，也是英國政府派駐香港的第4任總督。他同時也是一名英國的政治經濟學家、旅遊家、多才多藝的作家和語言學家。

## 早年生活
寶靈爵士出生在英國英格蘭地區埃克塞特一個老清教徒家庭，顯然是一位論派的。他亦在一位論教派的學校接受教育，在這一個階段他希望長大後可以成為一名牧師。在他早期的生活中，受到了傑里米·邊沁哲學思想的影響深遠，後來彼此更成為朋友，雙方建立了很好的友誼關係。但是無論如何，他卻不贊同邊沁輕視純文學的思想。他是一個勤奮的外國語言文學學生，特別是那些東歐的語言文學。
寶靈爵士與 Giuseppe Caspar Mezzofanti 和 Hans Conon von der Gabelentz 並列，同時躋身於世界上最偉大的語言學家行列—他的天賦使他的人生最後學懂了200種語言，他並能流利說出和互相交談其中100種語言。 他的主要文學作品是翻譯大部分歐洲國家的民間詩歌，他自己也有創作屬於個人的詩歌和讚美詩，以及工作在政治和經濟的課題。他人生第一本作品是 Specimens of the Russian Poets (1821–1823)。 接著是 Batavian Anthology (1824)， Ancient Poetry and Romances of Spain (1824)， Specimens of the Polish Poets（1827）， Serbian Popular Poetry， （1827）， and Poetry of the Magyars (1830)。

## 政治經濟學家生涯
在此期間，他開始在新成立的西敏評論（Westminster Review）出力，其中他在1825年被任命為主編。通過他在評論工作中的努力，他獲得了重要的名望成為了政治經濟學家和議會改革者。他長期在其報紙上主張其自由貿易的評論，然後才由理查德·科布登和約翰·布賴特推廣。
他誠摯地為議會改革、天主教解放（解除天主教在英國的禁令）和普及教育辯護。1828年他訪問了荷蘭，並在1829年2月在荷蘭格羅寧根大學授予他法學博士學位。次年，他在丹麥編制出版了斯堪的納維亞語/北歐語詩歌集。直到1832年，他出任英國和外國一位論派協會的外務秘書。
1843年，寶靈爵士被任命為傑瑞米·邊沁的文學遺囑執行人，並擔負著準備收集作品出版的任務，其後修繕和發行了十一卷面世。

## 英國國會議員
1835年，寶靈爵士被蘇格蘭地區基爾馬諾克自治市選區選出，進入議會的成員。並在次年，他被國會任命為一個政府委員會的主席，將發送到法國調查的兩國之間的貿易實際狀況。他到一些國家在從事類似的調查，如瑞士，意大利，敘利亞和德意志帝國。
結果，他在這些任務於下議院完成了一系列的報告。四年後，從1841年直到1849年，他的議員席位由英格蘭蘭開夏郡博爾頓選區選出。在這個繁忙的時期，他發現了休閒文學，並在1843年翻譯出版了女王法院的手稿（the Manuscript of the Queen's Court,），一個集合捷克中世紀的詩歌，今天視為謬誤的捷克詩人瓦茨拉夫漢卡。1846年他成為馬志尼的人民國際聯盟主席。
在1840年代中期，他作為代表博爾頓的國會議員，並沒有為他帶來財富或收入 ，寶靈爵士卻試圖維持他的政治生涯，他選擇大量投資在威爾士南部的鋼鐵工業。在1845-46年，他帶領一小群富裕的倫敦商人和銀行家成立了Llynvi鋼鐵公司，並在威爾士地區麥斯特格和格來摩根建立了大型綜合性鋼鐵廠。他安排了他的兄弟、查爾斯、作為駐地董事，不失時機地在他的煉鐵廠周圍地區，命名寶靈頓。雖然他在19世紀40年代末行業蕭條中失去了他的資本，但是寶寧爵士已經在麥斯特格區贏得了作為一個開明的僱主的聲譽。一個現代的評論說﹕「他給了窮人的權利和帶走他們的祝福。」他在威爾士南部的創業失敗，直接導致寶靈爵士接受首相巴麥尊閣下的邀請到中國廣州出任英國駐中國的領事。

## 駐中國公使
1849年，寶靈爵士被任命為英國駐廣州的公使，兼任英國在中國的商務總監，他在該職位工作了大約四年。在他返回英國期間，寶靈爵士區別了自己作為一個英國十進制貨幣的倡導者，並發表了一篇評論，題目為十進制系統在數字、硬幣和帳戶的工作（1854年）。

## 生平
寶寧早年在愛思德的商會工作。在1829年於格羅寧根獲法學博士學位。1835年在基爾馬諾克市選舉中成為英國下議院議員。議會上，主張英國銀幣十進制。1849年曾創辦公司，可惜營商不得法，所以重回政壇。1849年來華任英國駐廣州領事，學會粤语。1852年到香港任代理商務總監。1854年4月升任為港督、兼任駐港英軍總司令、海軍中將及對華全權代表及商務監督。曾协助清朝两广总督叶名琛击退陈开对广州的进攻。

## 事件
- 1856年 亞羅號：1856 年 10 月 8 日，清朝水師在商船亞羅號進行搜查，拘捕船上 12 名涉嫌走私的中國水手，並撕下船上的英國國旗（船長為愛爾蘭人）。寶寧極力爭取以此為藉口開戰，一口氣解決過去懸而不決的廣州入城問題，並向兩廣總督葉名琛發照會：「如不速為彌補，自飭本國水師，將和約缺陷補足。」葉名琛拒絕賠償和道歉，最終寶寧勒令英軍入侵珠江口，炮轟總督衙門，打開第二次鴉片戰爭序幕[1]。
- 太平天國：於任內亦與前任港督文咸一樣，曾到天京訪問太平天國領導層，並曾與在太平天國內權傾朝野的東王楊秀清展開會晤。
- 1857年裕盛辦館案：寶寧的舉動在國內掀起極大爭議。保守黨人和反戰主義者批評寶寧以小反大，開展了一場不公義戰爭。而在香港，華人社會當然也有不滿。1857 年 1 月 15 日，戰爭期間，發生了另一大事「裕成辦館毒麵包案」，數百名居港洋人砷中毒，後來發現裕成辦館的麵包含大量砒霜。當時有憤怒的洋人要求抓捕所有華人居民，又有人要求把疑兇送上軍事法庭。寶寧一方面宣佈華人社區戒嚴，同時堅持案件交由陪審團裁定，最終辦館老闆張霈霖被判無罪，震驚居港洋人社群[1]。

## 以他命名的事物
- 寶靈街，位於香港九龍油麻地
- 寶靈城，原名鵝頸，位於香港港島灣仔與銅鑼灣之間
  - 寶靈頓道，寶靈城內主要道路
  - 寶靈頓運河，寶靈城旁的一條運河，即現時的堅拿道所處位置。香港早年建設的排水體系工程質素亦參差。1860 年，一次大暴雨就沖毀大部分引水設施，廣州市場（Canton Bazaar，亦即中環街市前身）很多房屋倒塌。後來，港英政府建造了一條闊 6 米、深 3.6 米，由東角流入維多利亞港的明渠「寶靈頓運河」（Bowrington Canal），引走快活谷集水區的河水[2]。
- 宝宁条约